# June Tripp

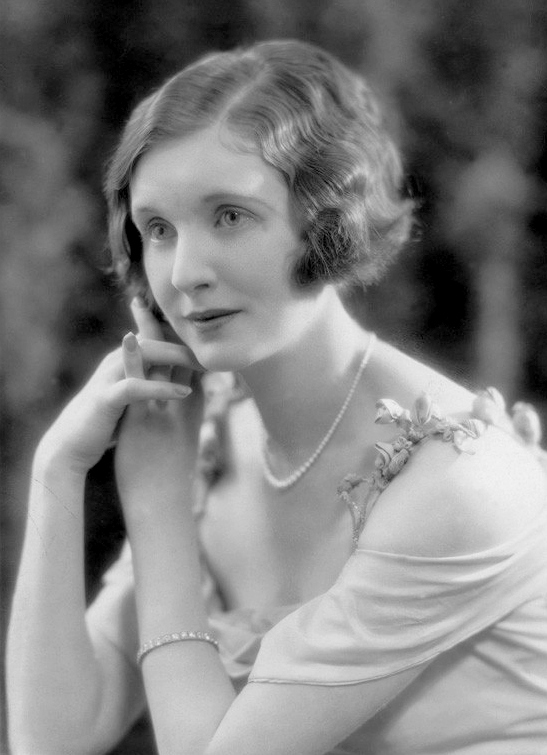
June Tripp (1923)

June Tripp (* 11. Juni 1901 in Blackpool, Großbritannien als June Howard-Tripp; † 14. Januar 1985 in New York City, USA) war eine britisch-US-amerikanische Schauspielerin.

## Leben und Karriere
June Tripp wurde in den 1920er-Jahren als Sängerin und Schauspielerin in Revuen am Londoner West End bekannt; häufig trat die Blondine hierbei auch nur schlicht unter ihrem Vornamen „June“ auf. Bereits 1920 erhielt sie eine erste Rolle in einem Stummfilm. 
Heute ist sie in erster Linie für ihre weibliche Hauptrolle als Mannequin Daisy Bunting in Alfred Hitchcocks Stummfilmklassiker Der Mieter (1927) an der Seite von Ivor Novello bekannt. Es war June Tripps erste große Filmrolle und zugleich das erste Mal, dass das produzierende Filmstudio Gainsborough Pictures statt einer eingekauften ausländischen Schauspielerin eine Britin in der weiblichen Hauptrolle besetzte. Der Mieter blieb zugleich Tripps mit weitem Abstand bedeutendste Filmrolle. Sie konzentrierte sich anschließend wieder auf ihre Bühnenkarriere, auch da sie während der Dreharbeiten zu Der Mieter einen lebensbedrohlichen Blinddarmdurchbruch zu überstehen hatte, der offenbar durch den Stress der Dreharbeiten mitverursacht worden war. Danach spielte sie in einer gefloppten Bühnenshow namens Polly an der Seite eines damals noch unbekannten Cary Grant.
1929 heiratete June Tripp Alan Burns (1897–1957), den 4. Baronet von Inverclyde. Sie lebten gemeinsam auf dessen schottischem Landsitz Castle Wemyss, doch der radikale Sprung vom Londoner Showleben in das ländliche Schottland verlief für Tripp unglücklich. Unter anderem machte Burns ihr Vorhaltungen über ihren früheren Beruf als „Showgirl“. Die Beziehung zerbrach nach 15 Monaten. 1931 erfolgte die Scheidung. In ihrer späteren Autobiografie verglich Tripp das Leben auf dem Schloss mit dem der Protagonistin in Daphne du Mauriers Roman Rebecca. 1932 feierte Tripp ihr Bühnencomeback am Londoner West End, in den folgenden Jahren setzte sie ihre Bühnenkarriere fort. 
1937 heiratete sie den amerikanischen Kaufhauserben Edward Hillman Jr., die Ehe hielt bis zu dessen Tod im Jahr 1966. Mit Hillman zog sie nach Kalifornien in die Nähe von Hollywood, übernahm dort aber nur noch ein paar kleine Filmrollen und zog sich ansonsten aus dem Showgeschäft zurück. 1943 spielte sie eine winzige Rolle als Krankenschwester in Auf ewig und drei Tage, einem Kriegsfilm, mit dem in Hollywood lebende Briten während des Zweiten Weltkrieges  ihre Unterstützung für ihr Heimatland zeigen wollten. Bei Jean Renoirs Film Der Strom fungierte sie 1951 in der englischsprachigen Originalfassung als Erzählerin. Tripp, die 1951 die amerikanische Staatsbürgerschaft annahm, veröffentlichte 1960 unter ihrem angenommenen Namen June Hillman ihre Autobiografie The Glass Ladder. Sie starb im Januar 1985 im Alter von 83 Jahren in New York.

## Filmografie
- 1920: The Yellow Claw
- 1926: Riding for a King (Kurzfilm)
- 1927: Der Mieter (The Lodger: A Story of the London Fog)
- 1929: June (Musik-Kurzfilm)
- 1943: Auf ewig und drei Tage (Forever and a Day)
- 1944: Tagebuch einer Frau (Mrs. Parkington)
- 1945: A Song for Miss Julie
- 1951: Der Strom (The River, Sprechrolle als Erzählerin)
- 1952: Die Legion der Verdammten (Les Misérables)

## Autobiografie
- The Glass Ladder. London, Verlag Heinemann, 1960.